# David Rhoads
David Stewart Rhoads (ur. 27 maja 1932 w Long Beach, zm. 21 lutego 2017) – amerykański kolarz. Reprezentant Stanów Zjednoczonych na Letnich Igrzyskach Olimpijskich 1952 w Helsinkach i na Letnich Igrzyskach Olimpijskich 1956 w Melbourne. Na obu igrzyskach uczestniczył w wyścigu indywidualnym ze startu wspólnego. Obu wyścigów nie ukończył. Na igrzyskach w Melbourne dodatkowo uczestniczył w wyścigu drużynowym na 4000 metrów na torze. Reprezentacja Stanów Zjednoczonych przegrała w pierwszej rundzie z Czechosłowacją.
Jego brat Ronald również był kolarzem, olimpijczykiem z 1952.